# Puellina setosa
Puellina setosa är en mossdjursart som först beskrevs av Campbell Easter Waters 1899.  Puellina setosa ingår i släktet Puellina och familjen Cribrilinidae. Inga underarter finns listade i Catalogue of Life.